# القائم بأمر الله السعدي
أبو عبد الله محمد بن محمد بن عبد الرحمن بن علي بن مخلوف بن زيدان الحسني الملقب بالقائم بأمر الله عميد الأسرة السعدية وأول سلطان للمغرب من الأسرة السعدية، حكم بين 1509 - 1517. تعد شريفة النسب

## نسبه
محمد بن محمد بن عبد الرحمن بن علي بن مخلوف بن زيدان بن أحمد بن محمد بن أبي القاسم بن محمد بن الحسن بن عبد الله بن محمد بن عرفة بن الحسن بن أبي بكر بن علي بن الحسن بن أحمد بن إسماعيل بن القاسم بن محمد النفس الزكية بن عبد الله الكامل بن الحسن المثنى بن الحسن بن علي بن أبي طالب.
لاكن هاذا النسب لا يصح لأن محمد النفس الزكية لم يكن له ابن اسمه القاسم.

## مسيرته

### مبايعته
ظل السعديون حتى مطلع السادس عشر الميلادي يحيون في المغرب حياة بسيطة دينية وعملية، ولم يبرزوا على المسرح السياسي إلاّ حين اشتدت وطأة البرتغاليين على سكان الجنوب المغربي، وألحقوا بهم أضرارا في أنفسهم ومصالحهم الاقتصادية دون أن يتدخل الوطاسيون لحمايتهم، أو أن يكون هنالك أمل في تدخلهم، حيث كانوا منشغلين بالدفاع عن الشمال، فالتفتت أنظار أهل الجنوب إلى أبي عبد الله محمد، نظرا لشرف نسبه وسمعة أسرته العلمية والدينية. فشاوروه في الأمر وقبل ذلك سنة سنة 915 هـ/ 1509م. وتمت مبايعته في تدسي قرب تارودانت بالسوس سنة 916 هـ/1510م وخطب فيهم خطبة بلسانهم، حض فيها على الجهاد، وفصل فيها المهام والواجبات والحقوق، وفي ذلك يقول الزياني : "

### بناء الجيش
قدمت له كل قبيلة بايعته عشرة من رجالاتها المقاتلين فبلغ المجموع 500 رجل مما يعني أن عدد القبائل التي بايعته كان خمسين قبيلة. وكانت هذه القوة هي نواة الجيش السعدي النظامي. وقد أسند قيادتها لابنه أحمد الأعرج.

### وفاته
توفي القائم وهو يجاهد في إفغال من بلاد حاحة ودفن فيها سنة 923 هـ، ثم نقل جثمانه فيما بعد إلى مدينة مراكش.